# Pany Varela
Anilton César Varela Silva, mais conhecido como Pany Varela, nascido em Cabo Verde a 25 de fevereiro de 1989, é um jogador profissional de futsal que joga atualmente pelo Al-Nassr e pela Seleção Portuguesa de Futsal.
Em 2021, marcou nas 2 finais mais importantes da modalidades, a nível de clubes e de selecções, respectivamente: 1 golo na final da Liga dos Campeões frente ao Barcelona e 2 golos (únicos da partida) na final do Mundial contra a Argentina.

## Palmarés
[carece de fontes?]

### Clubes
- Campeonato (5)

- Taça de Portugal (6)

- Supertaça (5)

- Taça da Liga (2)

- Liga dos Campeões (3):

2009/10 (SL Benfica), 2018/19 (Sporting CP), 2020/2021 (Sporting CP)

### Seleção
- Europeu (2)

2018/2022
- Mundial (1)

2021

### Individual
- Bola de Prata[4] (2º melhor jogador) do Mundial de 2021
- Bota de Prata[4] (2º melhor marcador) do Mundial de 2021
- Equipa do torneio da Liga dos Campeões de 2020/21[5]
- Melhor golo da fase final do torneio da Liga dos Campeões de 2020/21[6]
- Melhor jogador do mundo (Futsal Awards) de 2022[7]

A 10 de fevereiro de 2018, foi agraciado com o grau de Comendador da Ordem do Mérito. A 4 de outubro de 2021, foi agraciado com o grau de Comendador da Ordem do Infante D. Henrique.